# Абдалла, Хаким
Хаким Джамель Абдалла (фр. Hakim Djamel Abdallah; род. 9 января 1998, Сен-Лё) — мадагаскарский футболист французского происхождения, нападающий бухарестского «Динамо».

## Клубная карьера
Абдалла начал играть в футбол в клубе «Сен-Мартен-де-Шан» на Мадагаскаре. Он приехал во Францию в 2011 году и играл в молодежных командах «Бреста». В 2015 году перешёл в дубль основной команды. Когда «Брест», вопреки его ожиданиям, не предложил ему профессиональный контракт, он перешел в молодёжную команду английского клуба «Сток Сити». Оттуда он сначала был отдан в аренду французскому клубу «Авранш» из третьего дивизиона, а потом испанскому клубу «Эль-Эхидо».
В 2019 году вернулся во Францию, где присоединился ко второй команде «Нанта». Сезон 2020/2021 он провёл в люксембуржский клуб «Свифт». Там он стал лучшим бомбардиром своего клуба, забив 23 гола в 30 играх. Затем Абдалла перешёл в бельгийский клуб «Льерс» из второго дивизиона. Несмотря на то, что игрок забил семь голов в 27 матчах чемпионата, контракт игрока сборной по окончании сезона не был продлен. Позже Абдалла перешел в другой бельгийский клуб из второго дивизиона — «Виртон».

### «Динамо» (Бухарест)
27 июня 2023 года бухарестское «Динамо» объявило о подписании Абдаллы, что стало их первым трансфером после того, как команда вернула себе повышение в Суперлигу Румынии. 17 июля он официально дебютировал, выйдя в стартовом составе и отыграв 65 минут в домашнем проигрышном матче против «Университати» из Крайовы (0:2). После 12 игр без забитых мячей его первый гол за команду пришелся на 8 октября, в домашней ничейной игре против ЧФР (1:1). Однако его выступление в том матче подверглось критике в СМИ, поскольку он упустил важный шанс забить на 70-й минуте при равном счёте. 18 декабря 2023 года он заменил Денниса Политика на 73-й минуте и забил второй гол в выездной победе над «Ботошани» со счетом 2:0. В следующей игре, 22 декабря 2023 года, Абдалла снова вышел на замену на 46-й минуте и забил решающий пенальти на последних минутах встречи против «Волунтари» (1:0), став игроком матча. 27 января 2024 года Абдалла забил гол в столичном дерби против «Рапида», который закончился поражением со счетом 1:2, и, несмотря на результат, был назван игроком матча. После этого матча менеджер «Рапида» Кристиано Бергоди заявил: «Это был очень хороший гол Абдаллы, мне очень понравилось, как он играл против нас. Он хорош, очень хорош!». 18 февраля 2024 года он реализовал пенальти и сделал две голевые передачи в домашней победе со счетом 3:1 над «Оцелулом», снова попав в команду недели Суперлиги.

## Карьера за сборную
За национальную сборную Мадагаскара дебютировал 11 октября 2020 года в проигрышном товарищеском матче против сборной Буркина-Фасо (1:2).

## Личная жизнь
Абдалла родился на Реюньоне в семье коморского отца и малагасийской матери.

## Статистика за сборную
| Мадагаскар | Мадагаскар | Мадагаскар |
| Год        | Матчи      | Голы       |
| ---------- | ---------- | ---------- |
| 2020       | 3          | 0          |
| 2021       | 7          | 1          |
| 2022       | 0          | 0          |
| 2023       | 3          | 0          |
| 2024       | 1          | 0          |
| Итог       | 14         | 1          |

### Гол за сборную
| Дата           | Место                                | Соперник | Счёт | Результат | Турнир                  |
| -------------- | ------------------------------------ | -------- | ---- | --------- | ----------------------- |
| 14 ноября 2021 | Махамасина, Антананариву, Мадагаскар | Танзания | 1–1  | 1–1       | Квалификация на ЧМ 2022 |